# 복호무송
복호무송(伏虎武松)는 2020년 공개된 중국의 영화이다.

## 출연

### 주연
- 원복복 ... 무송 역
- 염가영 ... 삼랑 역
- 장아기 ... 야율술 역
- 여우 ... 여모시 역